# 郎永淳
郎 永淳（ろう えいじゅん、1971年7月23日 - ）は、中華人民共和国の元ニュースキャスター、作家。

## 略歴
1971年7月23日、江蘇省徐州市睢寧県に生まれた。
1989年9月に南京中医薬大学鍼灸専攻に入学し、1994年7月に卒業した。その後、専攻を変えて中国伝媒大学の音声放送学科に進学。
1995年4月、中国中央電視台に入社。昼のニュース番組・「新聞30分」の担当ニュースキャスターとなった。
1997年5月1日に大学時代の同級生女性と結婚した。
2007年、在職でありながら湖南大学工商管理学院に入学。
2011年9月25日から中国中央テレビのメインニュース番組「新聞聯播」のアナウンサーに抜擢された。
2014年2月12日に随筆集の「愛、永純」を発表した。
2015年9月2日に身内の都合により中国中央電視台を退職した。
2017年10月5日に北京市内で飲酒運転の現行犯として逮捕された。

## 担当番組
- 新聞30分
- 新聞直播間
- 法治在線
- 朝聞天下
- 新聞聯播

## 著書
- 郎永淳、呉萍 (2014年2月12日) (中国語). 『愛、永純』. 長江文藝出版社. ISBN 9787535471529